# Adolf Grebe
Adolf Grebe (* 31. Mai 1911 in Offenbach am Main; † 14. Januar 1981 ebenda) war ein deutscher Fußballspieler. 

## Karriere

### Verein
Grebe gehörte von 1932 bis 1938 Kickers Offenbach als Linksaußen und Halbstürmer an. In der vom Süddeutschen Fußball-Verband ausgetragenen Meisterschaft bestritt er in der Gruppe Main, von 1933 bis 1938 in der Gauliga Südwest, in einer von zunächst 16, später auf 23 aufgestockten Gauligen zur Zeit des Nationalsozialismus als einheitlich höchste Spielklasse im Deutschen Reich Punktspiele. Die Premierensaison schloss er mit den Offenbachern als Gaumeister ab und nahm aufgrund dessen an der Endrunde um die Deutsche Meisterschaft teil. Er bestritt alle sechs Spiele in der Gruppe C, in denen er fünf Tore erzielte, und scheiterte als Drittplatzierter am SV Waldhof Mannheim und dem Mülheimer SV 06. 1938 wechselte er zum Bezirksligisten FC Union Niederrad 07.

### Auswahlmannschaft
Als Spieler der Auswahlmannschaft Südwest nahm er am Wettbewerb um den Kampfspielpokal teil, den er am 29. Juni 1934 in Nürnberg gegen die Auswahlmannschaft Bayern mit 5:3 gewann.

## Erfolge
- Gaumeister Südwest 1934
- Kampfspiel-Pokal-Sieger 1934

## Sonstiges
Während seiner Zeit als Fußballspieler studierte er Jura und arbeitete daraufhin für das Finanzamt Offenbach am Main bis zu seiner Pensionierung.
Seine letzte Ruhestätte fand er auf dem Alten Friedhof in Offenbach (Abteilung C1); das Vereinsemblem der Offenbacher Kickers ziert seinen Grabstein.